# Teufelskamp
Teufelskamp är en bergstopp i Österrike.   Den ligger i distriktet Lienz och förbundslandet Tyrolen, i den centrala delen av landet. Toppen på Teufelskamp är 3 511 meter över havet.
Den högsta punkten i närheten är Grossglockner, 3 798 meter över havet, 1,7 km sydost om Teufelskamp. Närmaste större samhälle är Matrei in Osttirol, 14,6 km sydväst om Teufelskamp. 
Trakten runt Teufelskamp består i huvudsak av kala bergstoppar och isformationer.